# Mistrzostwa Polski w Boksie 2012
83. Mistrzostwa Polski w Boksie 2012 (mężczyzn) odbyły się w dniach 4-8 marca 2012 w hali Arena w Poznaniu. Wystartowało 114 zawodników z 46 klubów.

## Medaliści
| Kategoria:                       | Liczba zawodników | Złoto:                                       | Srebro:                                       | Brąz:                                                                       |
| waga papierowa (do 49 kg)        | 8                 | Łukasz Maszczyk (Gwardia Warszawa)           | Dawid Jagodziński (Astoria Bydgoszcz)         | Wojciech Peryt (Broń Radom) Arkadiusz Lubomski (Zatoka Braniewo)            |
| waga musza (do 52 kg)            | 7                 | Rafał Kaczor (Kaczor Box Team Wałbrzych)     | Piotr Gudel (Cristal Białystok)               | Grzegorz Brynda (Kontra Elbląg) Mateusz Rubczewski (PKB Poznań)             |
| waga kogucia (do 56 kg)          | 11                | Mateusz Mazik (RMKS Rybnik)                  | Mariusz Burzyński (Kaczor Box Team Wałbrzych) | Sylwester Kozłowski (Gwardia Warszawa) Michał Smerdel (Gwarek Łęczna)       |
| waga lekka (do 60 kg)            | 13                | Dawid Michelus (Sokół Piła)                  | Michał Chudecki (PKB Poznań)                  | Mateusz Polski (Róża Karlino) Damian Wrzesiński (PKB Poznań)                |
| waga lekkopółśrednia (do 64 kg)  | 11                | –                                            | Sylwester Stempniewski (PKB Poznań)           | Konrad Bystroń (06 Kleofas Katowice) Rafał Perczyński (Gwardia Warszawa)    |
| waga półśrednia (do 69 kg)       | 14                | Patryk Szymański (Boks Poznań)               | Tomasz Mazur (PKB Poznań)                     | Roman Szymański (PKB Poznań) Piotr Sielawa (Hetman Białystok)               |
| waga średnia (do 75 kg)          | 16                | Tomasz Jabłoński (Sako Gdańsk)               | Kamil Szeremeta (Hetman Białystok)            | Uladzislau Zeliankevich (Gwardia Warszawa) Michał Łoniewski (Kontra Elbląg) |
| waga półciężka (do 81 kg)        | 13                | Krzysztof Sadłoń (Kaczor Box Team Wałbrzych) | Mateusz Tryc (Fenix Warszawa)                 | Mateusz Górowski (Golden Team Nowy Sącz) Igor Jakubowski (PKB Poznań)       |
| waga ciężka (do 91 kg)           | 9                 | Włodzimierz Letr (PKB Poznań)                | Michał Cieślak (Broń Radom)                   | Krzysztof Kowalski (MOSiR Mysłowice) Michał Gerlecki (PKB Poznań)           |
| waga superciężka (powyżej 91 kg) | 12                | Marcin Rekowski-Jerzyk (PKB Poznań)          | Patryk Brzeski (Champion Nowy Dwór)           | Marcin Śnitko (PKB Poznań) Arkadiusz Toborek (MOSiR Mysłowice)              |